# Paratelmatobius
Paratelmatobius – rodzaj płazów bezogonowych z podrodziny Paratelmatobiinae w rodzinie świstkowatych (Leptodactylidae).

## Zasięg występowania
Rodzaj obejmuje gatunki występujące w południowej Brazylii.

## Systematyka

### Etymologia
Paratelmatobius: gr. παρα para „blisko”; rodzaj Telmatobius Wiegmann, 1834.

### Podział systematyczny
Do rodzaju należą następujące gatunki:
- Paratelmatobius cardosoi Pombal & Haddad, 1999
- Paratelmatobius gaigeae (Cochran, 1938)
- Paratelmatobius lutzii Lutz & Carvalho, 1958
- Paratelmatobius mantiqueira Pombal & Haddad, 1999
- Paratelmatobius poecilogaster Giaretta & Castanho, 1990
- Paratelmatobius segallai Santos, Oliveira, Carvalho, Zaidan, Silva, Berneck & Garcia, 2019
- Paratelmatobius yepiranga Garcia, Berneck & Costa, 2009